# I Burn
I Burn é o quarto extended play (EP) coreano do grupo feminino sul-coreano (G)I-dle. Foi lançado em 11 de janeiro de 2021 pela Cube Entertainment e Republic Records. Consiste em 3 versões, a versão Winter, a versão Flower e a versão Fire. O EP contém seis faixas, incluindo o single "Hwaa". O álbum contém várias emoções sentidas no processo de recuperação da felicidade após a separação.

## Antecedentes e lançamento
Em 9 de dezembro, Newsen informou que (G)I-dle estaria fazendo um retorno em meados de janeiro. A Cube Entertainment confirmou a notícia, afirmando: "(G)I-dle está se preparando para um retorno com metas para lançamento em meados de janeiro. Aguarde seu retorno." Em 27 de dezembro, Cube lançou um filme visual anunciando seu retorno através do canal oficial do grupo no YouTube. O vídeo apresenta vários elementos da natureza, como chuva, fogo, flores e borboletas. Em 28 de dezembro, o grupo confirmou o título do álbum em uma postagem em todas as contas de mídia social do grupo, e que I Burn seria lançado em 11 de janeiro de 2021. Em 31 de dezembro, (G)I-dle revelou a lista de faixas do álbum em suas redes sociais. Em 2 de janeiro de 2021, o vídeo de visualização do conceito do álbum foi lançado. Em 6 de janeiro, o grupo lançou o medley de destaque de seu novo álbum.
Em 11 de janeiro, o grupo realizou um showcase de mídia online para o lançamento de I Burn, apresentado pela Oh Jung-yeon, que apareceu em I'm a Survivor com Yuqi. Durante o showcase, Yuqi descreveu a canção de introdução "Hann (Alone in winter)" como uma canção que se conecta com o single digital "Hann" e a faixa-título "Hwaa". "É semelhante a "Hann", mas pode parecer completamente diferente."

## Composição

### Música e letras
As membros Minnie, Soyeon e Yuqi participaram da composição e escrita do álbum. (G)I-dle explicou que I Burn fala sobre as emoções que são sentidas no processo de recuperação da felicidade após uma separação.

### Canções
A canção de abertura, "Hann (Alone in Winter)", é uma canção que conecta o single "Hann" de 2018 do grupo com a faixa-título do álbum "Hwaa". A segunda música, "Hwaa", é uma música moombahton que adiciona uma sensibilidade legal a um instrumento musical oriental. "Moon", a terceira música, é uma canção pop sobre sentimentos honestos. "Where Is Love" é uma música de estilo retrô com um baixo funky. A música é sobre sentimentos após uma separação. "Lost", a quinta música, é uma música R&B. A faixa final, "Dahlia", é uma canção pop média que fala sobre a flor chamada Dahlia.

## Arte e embalagem
(G)I-dle lançou três versões de álbum para I Burn. Na versão "寒", sob a palavra-chave 'inverno', o grupo mostrou uma atmosfera fria e solitária de inverno usando vestidos brancos em um espaço cheio de adereços antigos, tecidos de renda e velas acesas. Na versão "花", sob a palavra-chave 'flor', o grupo apresentou vestidos com estampas coloridas que contrastam com o fundo azul frio. Na versão "火", com a palavra-chave 'fogo', o grupo mostra seus encantos por meio de imagens trêmulas que se expressam enquanto o fogo se espalha enquanto segura adereços que lembram uma chama ardente na escuridão negra como breu e emitem uma luz vívida. O EP traz capa, encarte, papel lírico, CD, embalagem do CD, mini pôster, cartão postal com mensagem no cartão, cartão com foto, cartão da sorte e adesivo.

## Lista de faixas
A lista de faixas a seguir foi adaptada da imagem oficial da lista de faixas lançada.
| N.º            | Título                                            | Letras                  | Música                            | Arranjo                     | Duração |  |
| 1.             | "Hann (Alone in winter)" (한(寒); lit. Han(Cold)) | Soyeon Ahn Ye-eun       | Soyeon Ahn Ye-eun                 | BreadBeat Soyeon Ahn Ye-eun | 2:55    |  |
| 2.             | "Hwaa" (화(火花); Hwa; lit. Anger(Spark))         | Soyeon                  | Soyeon Pop Time                   | Soyeon Pop Time             | 3:17    |  |
| 3.             | "Moon"                                            | Soyeon                  | Minnie FCM Houdini FCM 667        | Minnie FCM Houdini          | 3:20    |  |
| 4.             | "Where Is Love"                                   | Soyeon                  | Soyeon Lee Woo-min "collapsedone" | Lee Woo-min "collapsedone"  | 2:57    |  |
| 5.             | "Lost"                                            | Yuqi Seo Jae-woo Soyeon | Yuqi Seo Jae-woo                  | Seo Jae-woo                 | 3:01    |  |
| 6.             | "Dahlia"                                          | Minnie BreadBeat Soyeon | Minnie BreadBeat                  | BreadBeat                   | 3:10    |  |
| Duração total: | Duração total:                                    | Duração total:          | Duração total:                    | Duração total:              | 18:40   |  |

## Histórico de lançamento
| Região | Data                  | Formatos                   | Gravadoras                           |
| ------ | --------------------- | -------------------------- | ------------------------------------ |
| Várias | 11 de janeiro de 2021 | Download digital streaming | Cube Republic Records Kakao M U-Cube |
| Várias | 12 de janeiro de 2021 | CD                         | Cube Republic Records Kakao M U-Cube |